# Пхёнчхан (город)
Пхёнчха́н (кор. 평창읍) — уездный город в провинции Канвондо, Южная Корея. Административный центр одноимённого уезда Пхёнчхан.

## Спорт
Уезд Пхёнчхан был хозяином зимних Олимпийских игр 2018. При этом в самом городе не проводилось ни одно спортивное мероприятие — все спортивные объекты располагались за пределами столицы уезда.

## Туризм
Пхёнчхан — многофункциональный горнолыжный курорт, куда входят: лыжный комплекс «Альпензия», биатлонный комплекс, горнолыжный центр «Йонпхён» и стадион «Чунбон», центр для прыжков с трамплина, «Пугван Феникс Парк» для сноуборда и фристайла. В 2012—2016 гг. на краю «Альпензии» была построена санно-бобслейная трасса.
Главные культурные достопримечательности — буддийские монастыри Вольчонса и Санвонса.

## География
Город расположен в южной части провинции Канвондо, на берегу реки Пхёнчханган. Находится в 115 км к юго-востоку от центра провинции Чхунчхон и в 180 км к востоку от Сеула.